# Smittium dipterorum
Smittium dipterorum är en svampart som beskrevs av Lichtw. 1998. Smittium dipterorum ingår i släktet Smittium och familjen Legeriomycetaceae.   Inga underarter finns listade i Catalogue of Life.